# 圣心堂 (马拉加)

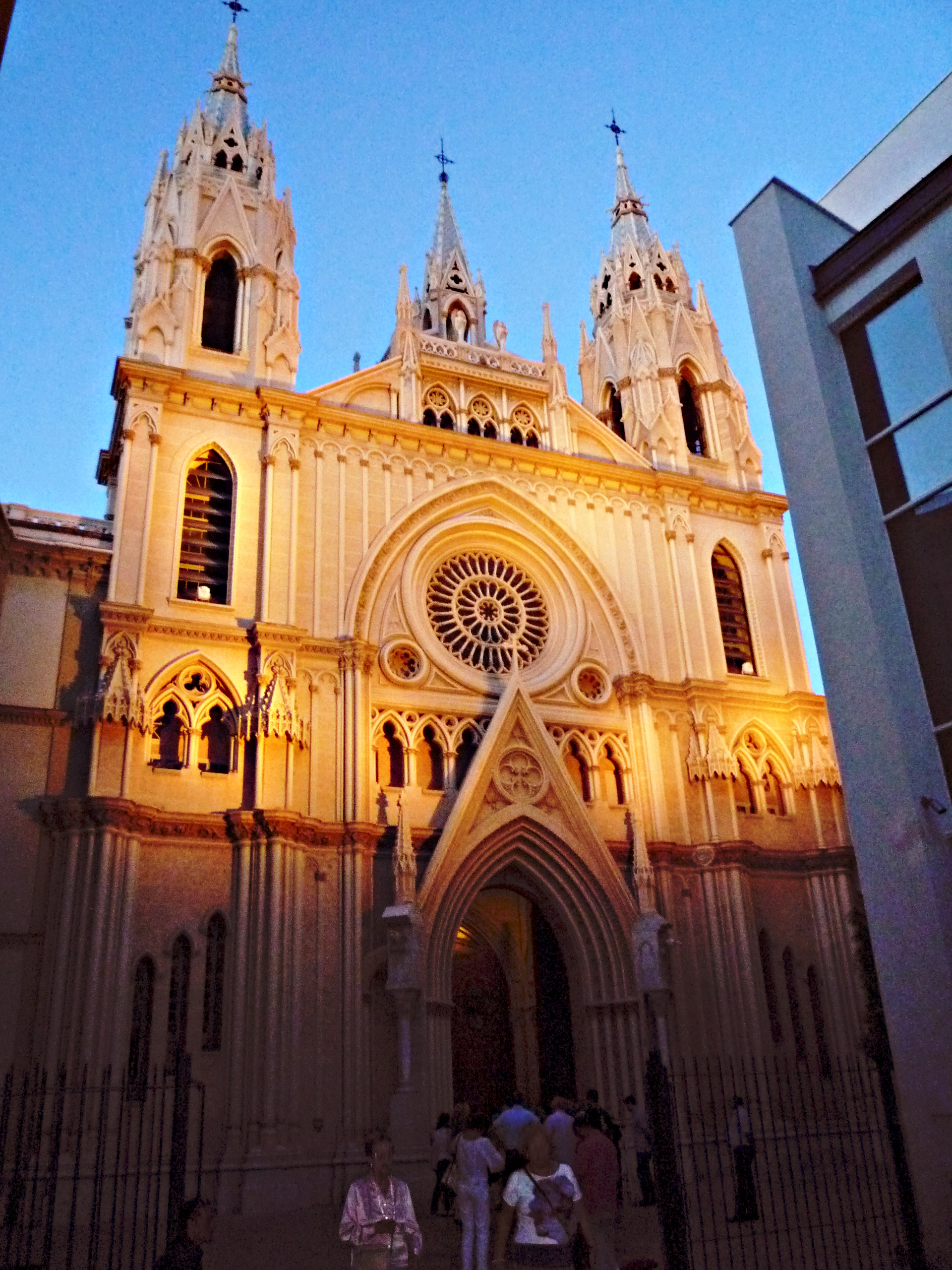

圣心堂（西班牙語：Iglesia del Sagrado Corazón）是一座罗马天主教教堂，位于西班牙马拉加历史中心公司街（Calle Compañía）西侧的圣依纳爵罗耀拉广场（Plaza de San Ignacio de Loyola）。靠近卡门蒂森博物馆（Museo Carmen Thyssen）的所在地维拉隆宫（Palacio de Villalón）。
该堂为新哥特式风格，建于1920年，1907年由耶稣会委托建筑师Fernando Guerrero Strachan设计。
该堂为巴西利卡平面，分为三个中殿，顶部有拱肋。耳堂突出，八角形平面，星空拱顶。咏经席位于中殿脚下，比侧廊更高更宽，里面是真福蒂布尔西奥·阿奈兹（Tiburcio Arnaiz）的墓地。
该堂是圣若望善会（Archicofradía de los Dolores de San Juan）的所在地，后者原址设于圣若望堂（Iglesia de San Juan），正在恢复。在教堂周围哥特式风格的花窗玻璃，可以看到画家阿波罗·帕金森·莫利纳里（Apolo Párkinson Molinari）的绘画作品。